# Snejnaïa
La Snejnaïa (en russe : Снежная) est une rivière de Russie qui coule en république autonome de Bouriatie. C'est un affluent du lac Baikal, donc un sous-affluent de l'Ienisseï par l'Angara.

## Géographie
La rivière naît dans le massif montagneux de Tyrgyn sur le versant nord des monts Khamar-Daban et coule globalement en direction du nord-est. Après un parcours de 173 kilomètres, elle se jette dans le lac Baikal au niveau de la ville de Vydrino (rive sud). 
La Snejnaïa est fort appréciée des touristes désireux d'y pratiquer les sports nautiques.
Dans son parcours, la Snejnaïa ne traverse pas de centres urbains importants. Seule la ville de Vydrino mérite d'être mentionnée.
En règle générale, la rivière est prise par les glaces depuis le mois de novembre jusque début mai.

## Hydrométrie - Les débits à Vydrino
La Snejnaïa est une rivière abondante et fort bien alimentée. Son débit a été observé pendant 54 ans (sur la période allant de 1936 à 1989) à Vydrino, petite ville située au niveau de son débouché dans le lac Baikal,. 
À Vydrino, le débit annuel moyen ou module observé sur cette période était de 47,7 m3/s pour une surface de drainage de 3 000 km2, soit la totalité du bassin versant de la rivière. La lame d'eau d'écoulement annuel dans le bassin se montait de ce fait à 502 millimètres, ce qui doit être considéré comme élevé.
Le débit moyen mensuel observé en mars (minimum d'étiage) est de 3,65 m3/s, soit seulement 3 % du débit moyen du mois de juin (120 m3/s), ce qui souligne l'amplitude élevée des variations saisonnières. Cependant les écarts de débits mensuels peuvent être encore bien plus importants d'après les années : sur la durée d'observation de 54 ans, le débit mensuel minimal a été de 2,0 m3/s en mars 1944, tandis que le débit mensuel maximal s'élevait à 349 m3/s en juillet 1942.
En ce qui concerne la période libre de glace (de mai à octobre inclus), le débit minimal observé a été de 19,3 m3/s en octobre 1953.  